# Драган Умичевић
Драган Умичевић (швед. Dragan Umicevic; Босанска Дубица, 9. октобар 1984) професионални је шведски хокејаш на леду српског порекла. Игра на позицијама деснокрилног нападача.